# Adrienne Monnier
Adrienne Monnier (Parigi, 26 aprile 1892 – Parigi, 19 giugno 1955) è stata una scrittrice, editrice e poetessa francese.

## Biografia
Il 15 novembre 1915, Adrienne Monnier aprì la libreria La Maison des Amis des Livres, al numero 7 di rue de l'Odéon, a Parigi, dove svolse anche l'attività di prestito di libri e dove organizzò sedute di lettura pubblica.
Adrienne Monnier vi accolse numerosi scrittori: Paul Fort, Paul Valéry, Pascal Pia, Jules Romains, James Joyce, Louis Aragon, Ezra Pound, Charles Vildrac, Georges Duhamel, Ernest Hemingway, Jacques Lacan, Francis Scott Fitzgerald, Léon-Paul Fargue, André Gide, Walter Benjamin, Nathalie Sarraute, Valery Larbaud, André Breton, Jacques Prévert e musicisti, in particolare Francis Poulenc e Erik Satie. Fu vicina di negozio e compagna di vita di Sylvia Beach.
Nel 1919, Satie compose la Marche de Cocagne per l'almanach de cocagne delle edizioni de La Sirène, che diventò l'inno dei « Potassons », come si definivano gli artisti membri della libreria.
Nel 1929, Adrienne Monnier pubblicò la prima traduzione in francese del romanzo di James Joyce, Ulysse. Nel 1922, Sylvia Beach ne aveva pubblicato l'edizione originale.
Adrienne Monnier era sorella dell'artista ricamatrice Marie Monnier. Morì suicida il 19 giugno 1955.

## Posterità
Nel 1956, il Mercure de France pubblicò un numero speciale: Le Souvenir d'Adrienne Monnier.
Nel 1960, Albin Michel pubblicò una raccolta di ricordi intitolato Rue de l'Odéon, cui seguirono nuove edizioni nel 1989 e nel 2009, completato da Maurice Imbert con testi d'Yves Bonnefoy, Pascal Pia, Julius Eisenstein et Paul Claudel.
Nel 2022, per bordolibero torna ai lettori Rue de l’Odéon, il racconto di un’esperienza straordinaria, la storia della libreria La maison des amis des livres, che la giovane Adrienne Monnier, animata da passione e coraggio, aprì a Parigi il 15 novembre 1915, al n.7 di rue de l’Odéon.